# 赵睿冲墓
赵睿冲墓位于中国山西省永济市城东街道孙常村南。

## 保护
2021年8月4日，赵睿冲墓公布为第六批山西省文物保护单位，古墓葬类，年代为唐，编号6-275。	